# Magnus Warming
Magnus Warming (ur. 8 czerwca 2000 w Nykøbing Falster) – duński piłkarz występujący na pozycji napastnika we włoskim klubie Torino oraz w reprezentacji Danii do lat 20. Wychowanek Nykøbing, w trakcie swojej kariery grał także w takich zespołach, jak Brøndby IF oraz Lyngby BK.